# Пашини градини
Пашините градини (на гръцки: Κήποι του Πασά) е исторически парк в град Солун, Гърция.

## Местоположение
Паркът е разположен в източната част на Горния град, над площада на Хамидие шадраван, на гърба на болница „Свети Димитър“ (бивша „Хамидие“).

## История
Паркът е известен и като Драконови къщи (Δρακόσπιτα) или Човекът от дервишите (Άντρο των δερβισάδων). Районът, който включва и Аязмото на Свети Павел при днешната църква „Свети Павел“ принадлежи на Солунската митрополия, която в 1875 година го предоставя на Солунското благотворително мъжко общество срещу задължението за създаване и поддържане на гробищен парк. През 1901 година районът между Аязмото и гробищата Евангелистрия е иззет от държавата, за да се създаде болницата „Хамидие“. Според надпис от 1904 година в градината имотът е собственост на болницата. Името Пашини е народна измислица.
Сградите в градините са пример за така наречената фантастична архитектура – изпълнени със съоръжения, изградени с пълна свобода при вида и комбинацията от материалите.